# 王藏
王藏（1985年9月26日—），本名王玉文，雲南省籍，中國詩人、影視編劇及畫家、人權捍衛者、中国自由文化运动成员。與妻子王麗分別在2020年5月、6月遭當局以「煽動顛覆國家政權罪」抓捕。

## 夫妻遭抓捕被控煽颠罪
王藏2020年六四屠殺事件31週年前夕，5月被當局以「煽动颠覆国家政权罪」逮捕，妻兒遭到當局公安警察的騷擾及監控。妻子王丽(本名王利芹）在王藏出事後一度出現精神分裂與憂鬱症狀，由於在推特上为丈夫呼籲求援，王麗也被失蹤，家人打聽才知道被當局以相同罪名逮捕，在獄中嚴重貧血。兩人的四名4歲到12歲的孩子因此由祖母照顾，被當局嚴密控制在住家中；當局扣住王藏的銀行卡和身份證件，不許親戚朋友接濟，王藏家庭經濟因此瀕臨崩潰。
国际笔会、美国民主基金会、美国笔会等组织，都表示關切王藏及其家庭遭遇。美国笔会研究部主任塔格尔（James Tager）表示，王藏不该遭到逮捕，王藏唯一被报道的「罪行」似乎只是和平地自我表達。据报道，當局对王藏的指控引用其诗歌和艺术作品，这表明當局的指控与王藏身為作家及艺术家的工作有密不可分的联系。塔格尔表示，妻子王利芹唯一的明显「罪行」是谈论丈夫王藏被拘留的情况。 

## 發聲支持維權與民主
王藏2003年以筆名「小王子」開始自由写作、2009年啟用筆名「王藏」，2005年加入獨立中文筆會，也獲得2008年《自由聖火》寫作獎，被譽為「小黃翔」。王藏多次遭當局监视居住或扣押，2007年起由於積極參與維權及民主相關活动，屢被中共北京当局威脅、驅離在北京的工作室和居住地。
王藏在2012年搬入北京市宋庄艺术区，中共国保人員頻頻施壓，多次被迫搬家、严重影响生計，曾被迫因此返回雲南省。王藏曾批評文化大革命、公开声援維權人士郭飛雄、黑龙江建三江事件受當局酷刑虐待威脅的多名人权律师，關心法輪功學員被迫害情況、西藏人自焚抵抗事件、也支持新疆维吾尔族学者伊力哈木·土赫提。2014年10月在網路發佈撐起黃雨傘的照片、举办诗歌朗诵活動声援讓愛與和平佔領中環民主运动，王藏遭北京當局警方以「寻衅滋事」罪名刑事拘留，遭關押9个月後2015年7月獲不起訴而释放；维权网消息指出，据悉王藏在被审讯期间遭到酷刑、王藏的妻子王利芹遭受中共国保人員骚扰。
2022年11月11日上午，云南楚雄州中级法院一审宣判，王藏获刑4年，王利芹被判2年6个月。王藏、王利芹均当庭表示不服判决，提起上诉。